# グレース大聖堂
グレース大聖堂（グレースだいせいどう、英語：Grace Cathedral）は、カリフォルニア州サンフランシスコにある米国聖公会の大聖堂である。サンフランシスコのノブ・ヒルにあり、カリフォルニア教区（カリフォルニア州中央部）の大聖堂である。

## 歴史
1849年のカリフォルニア・ゴールドラッシュ時に「グレース教会」として建てられた。最初は小さな礼拝堂であったが、3回の改築を経て規模が拡大し、グレース大聖堂へと名を改めた。1906年のサンフランシスコ地震で火災に遭い、当時の建物は崩壊した。その後に銀行家のクロッカー一族が持っていたノブ・ヒルの土地を寄付され、現在の所在地に移った。現在の建物は1927年から建築が始まり、1964年に完成している。

## 外装
打放しの鉄筋コンクリート造のゴシック・リヴァイヴァル建築であり、パリのノートルダム大聖堂を模した外観をしている。

## 装飾、内装

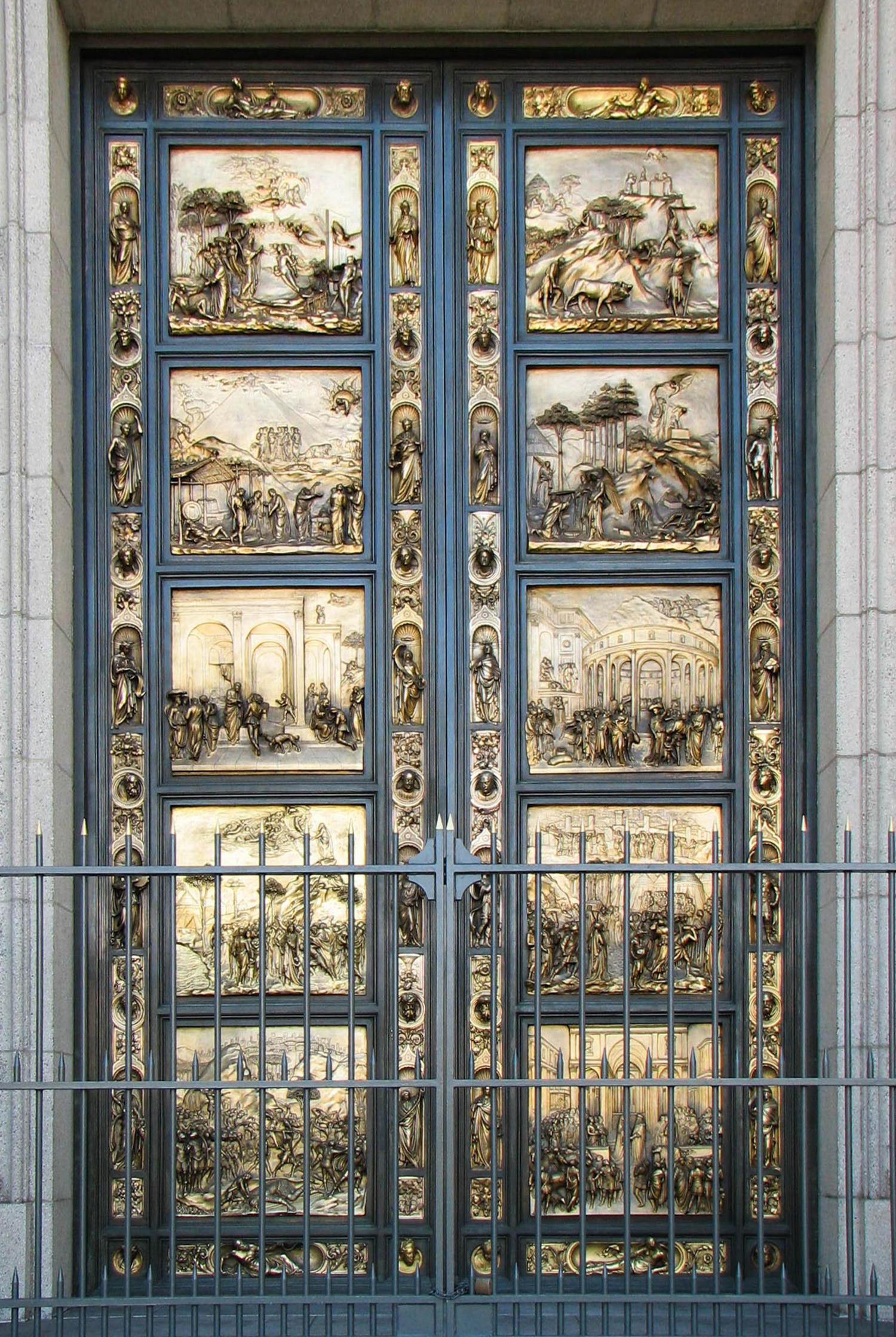
ギベルティの門
ギベルティの門と呼ばれる重厚な門扉は、ロレンツォ・ギベルティが作ったフィレンツェのサン・ジョヴァンニ洗礼堂の東側の扉「天国への門」の模造である。

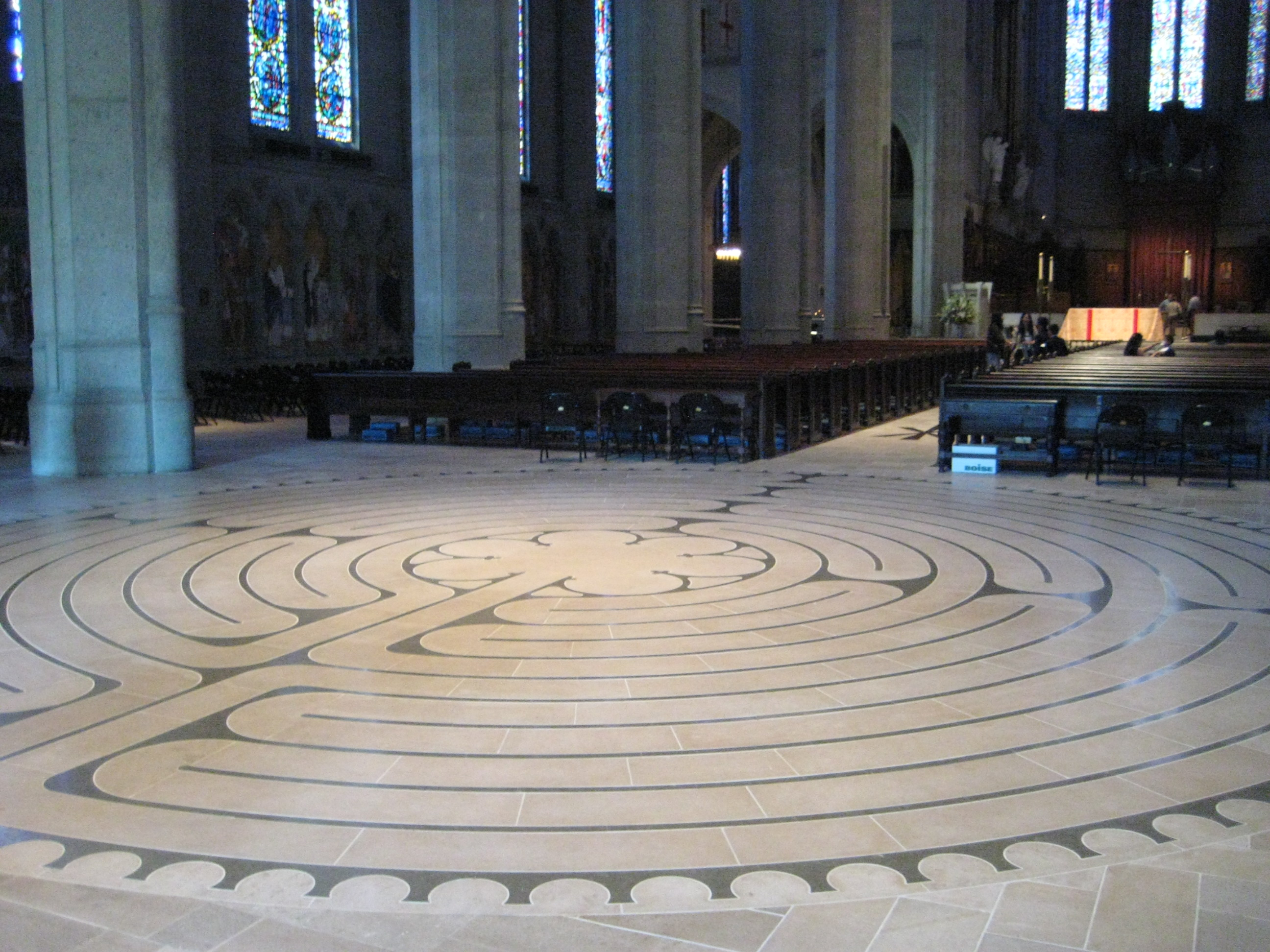
ラビュリントス(迷路)
グレース大聖堂の床には、フランスのシャルトルにあるシャルトル大聖堂の床にあるものと同じ迷路がある。
ステンドグラス
内部には677平方メートルのステンドグラスが施されている。パリのノートルダム大聖堂に倣ってバラ窓も3つ存在する。
宗教間エイズ記念礼拝堂

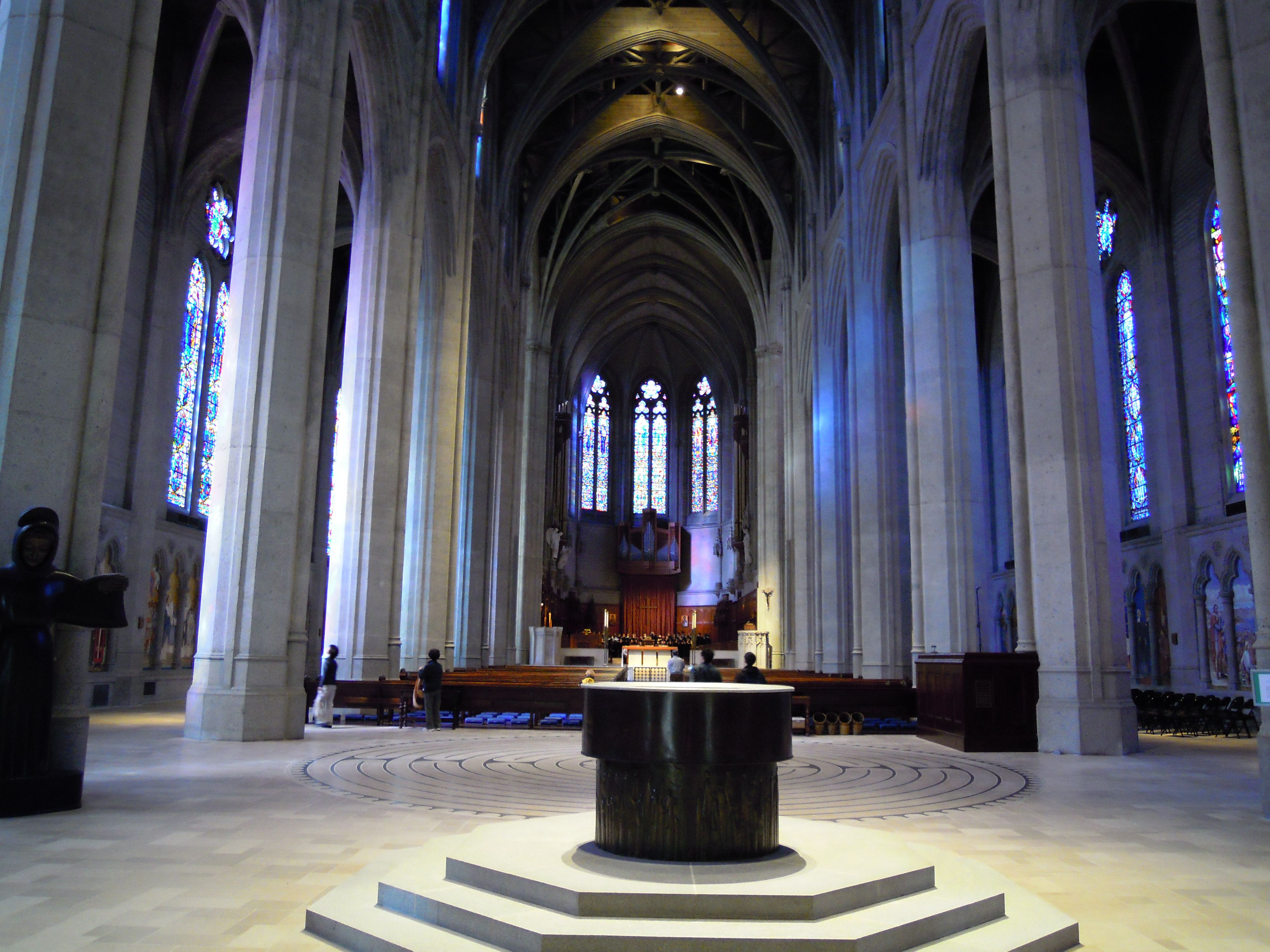
グレース大聖堂の内部

キース・ヘリングの「キリストの生涯」というの祭壇画である。

## その他
- 少年聖歌隊などの合唱団体が有名である。
- 日曜日にはオルガン演奏会が行われることもある。
- 礼拝中以外は内部見学可能。

## 関連画像

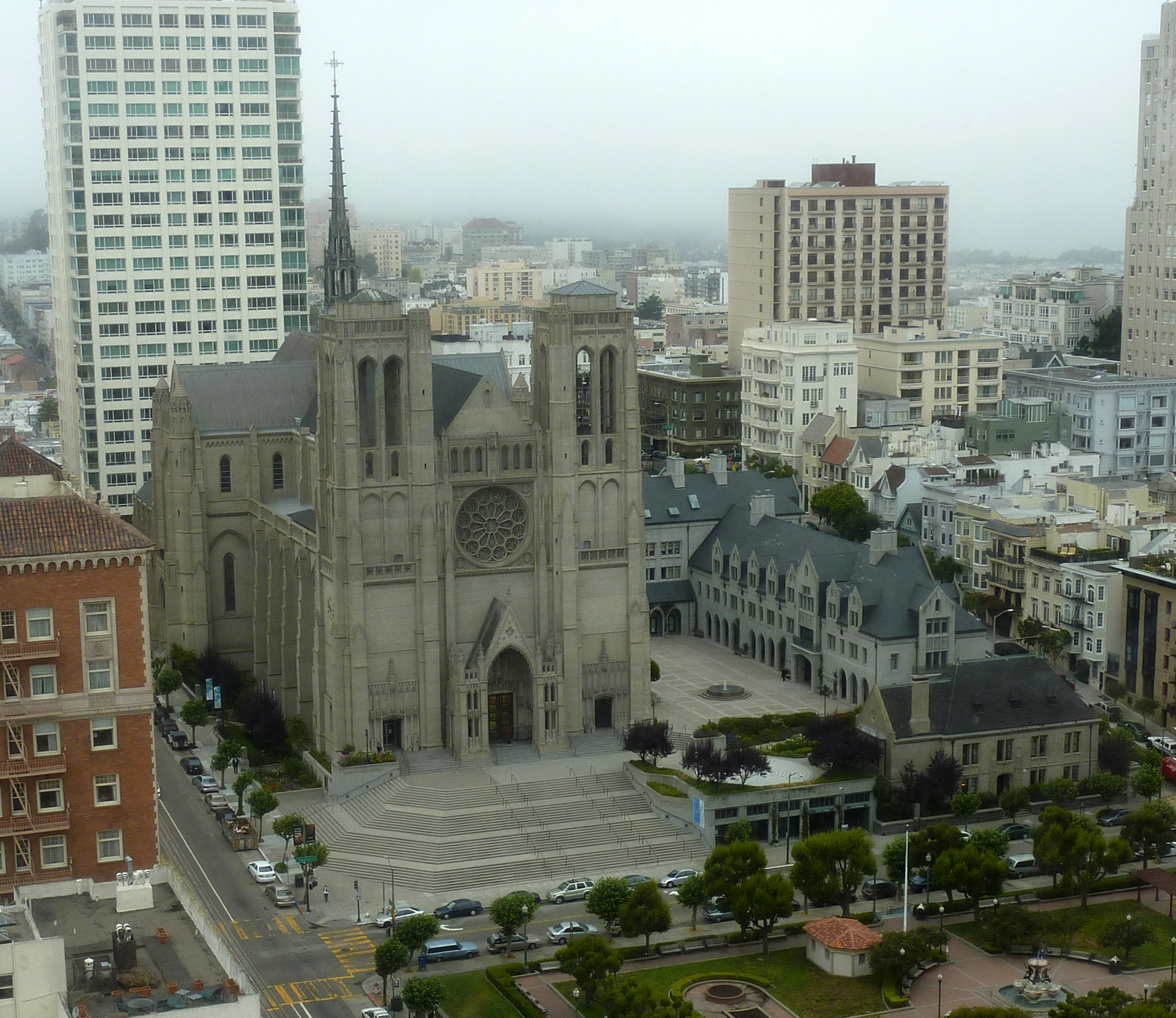
上空からの画像
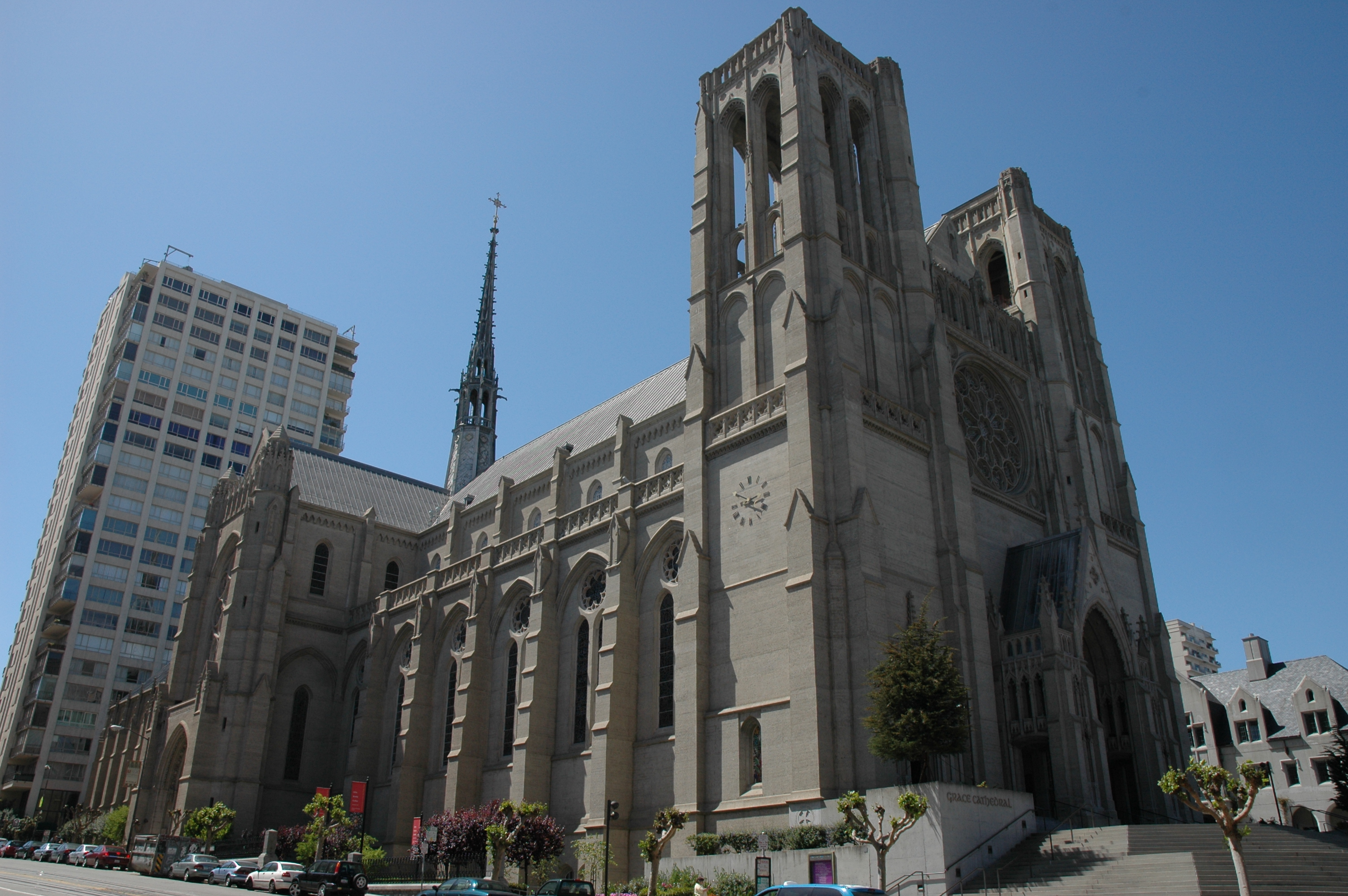
横からの画像
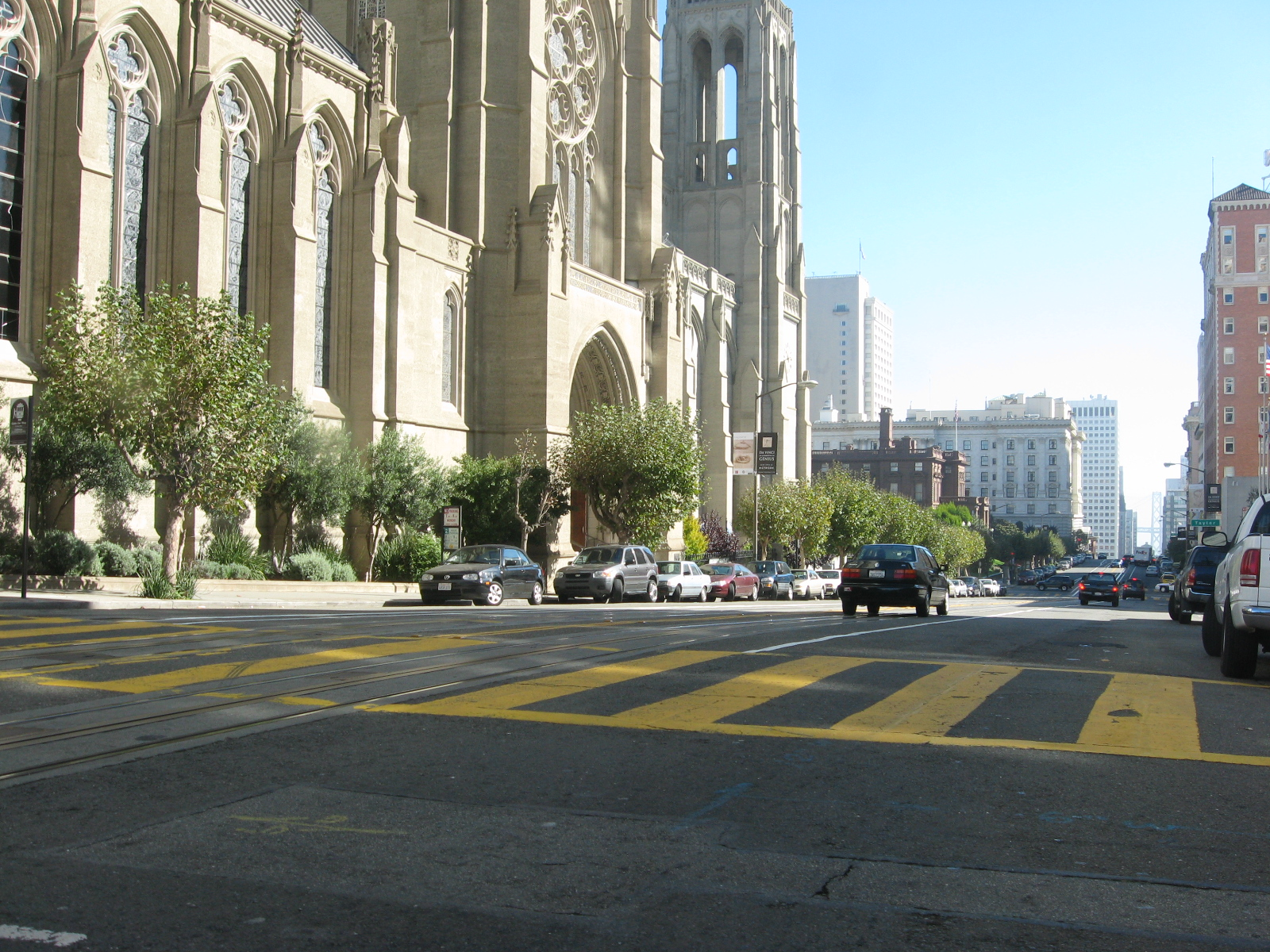
カリフォルニアst.から
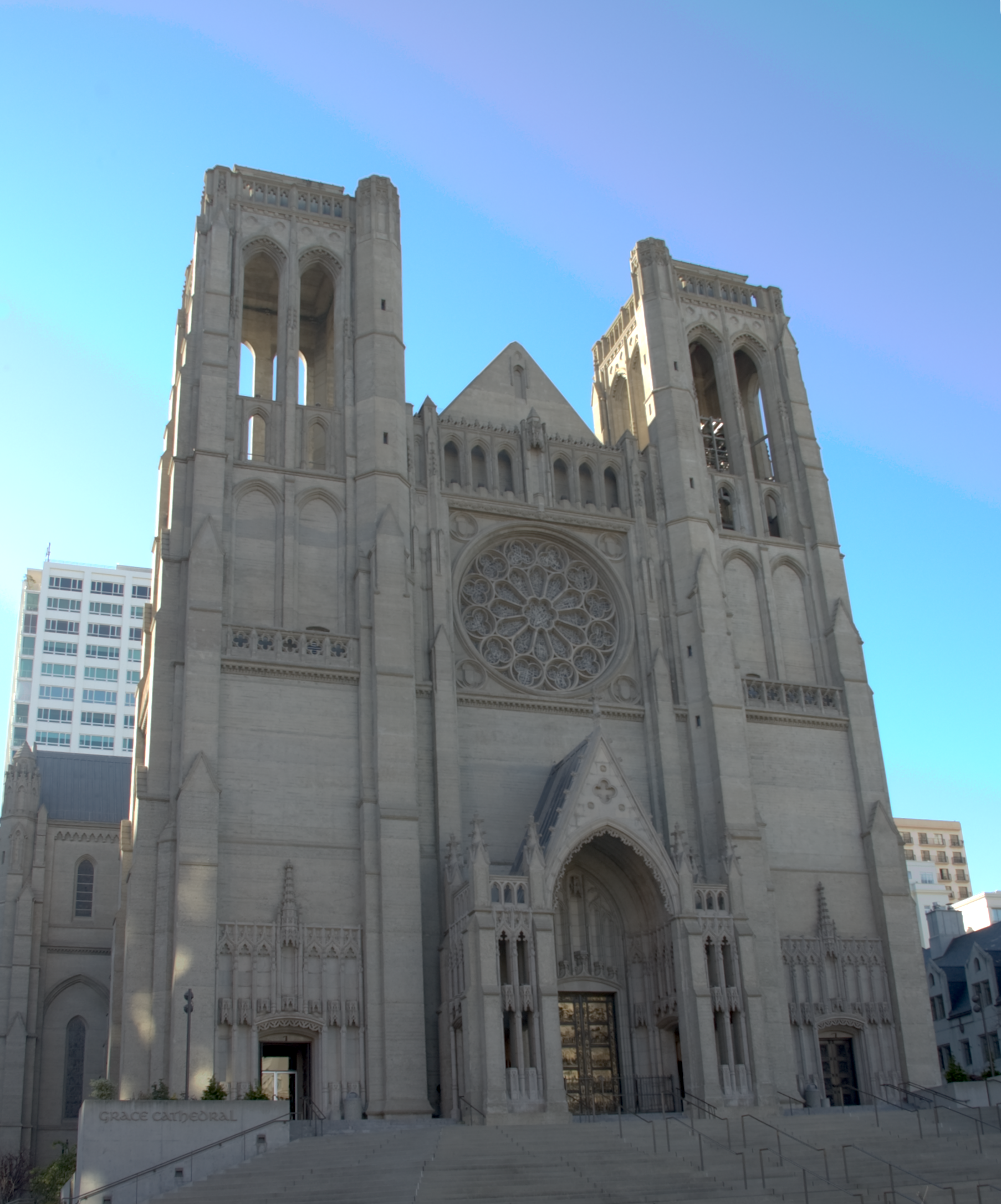
グレース大聖堂の全景
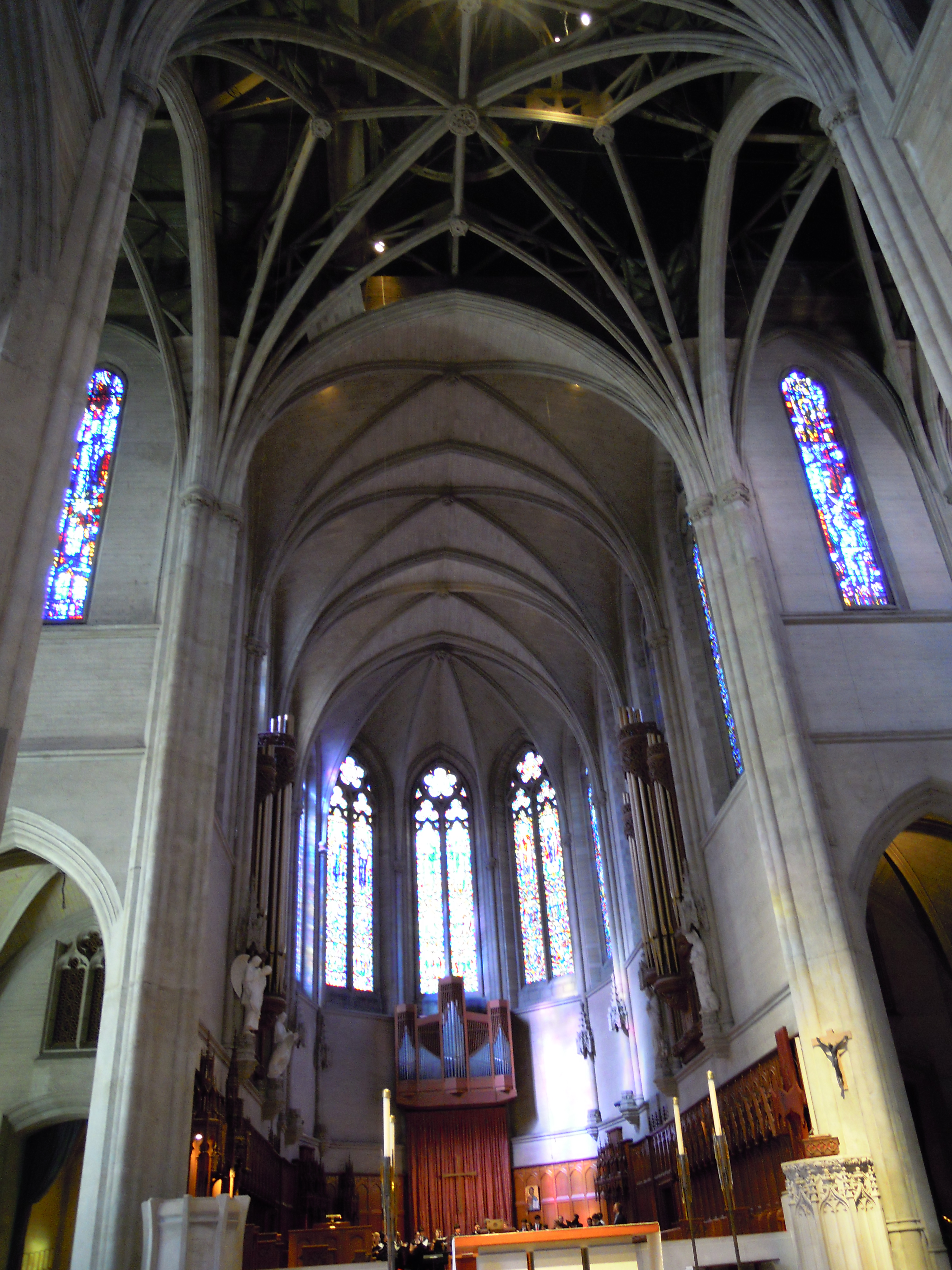
グレース大聖堂　内部
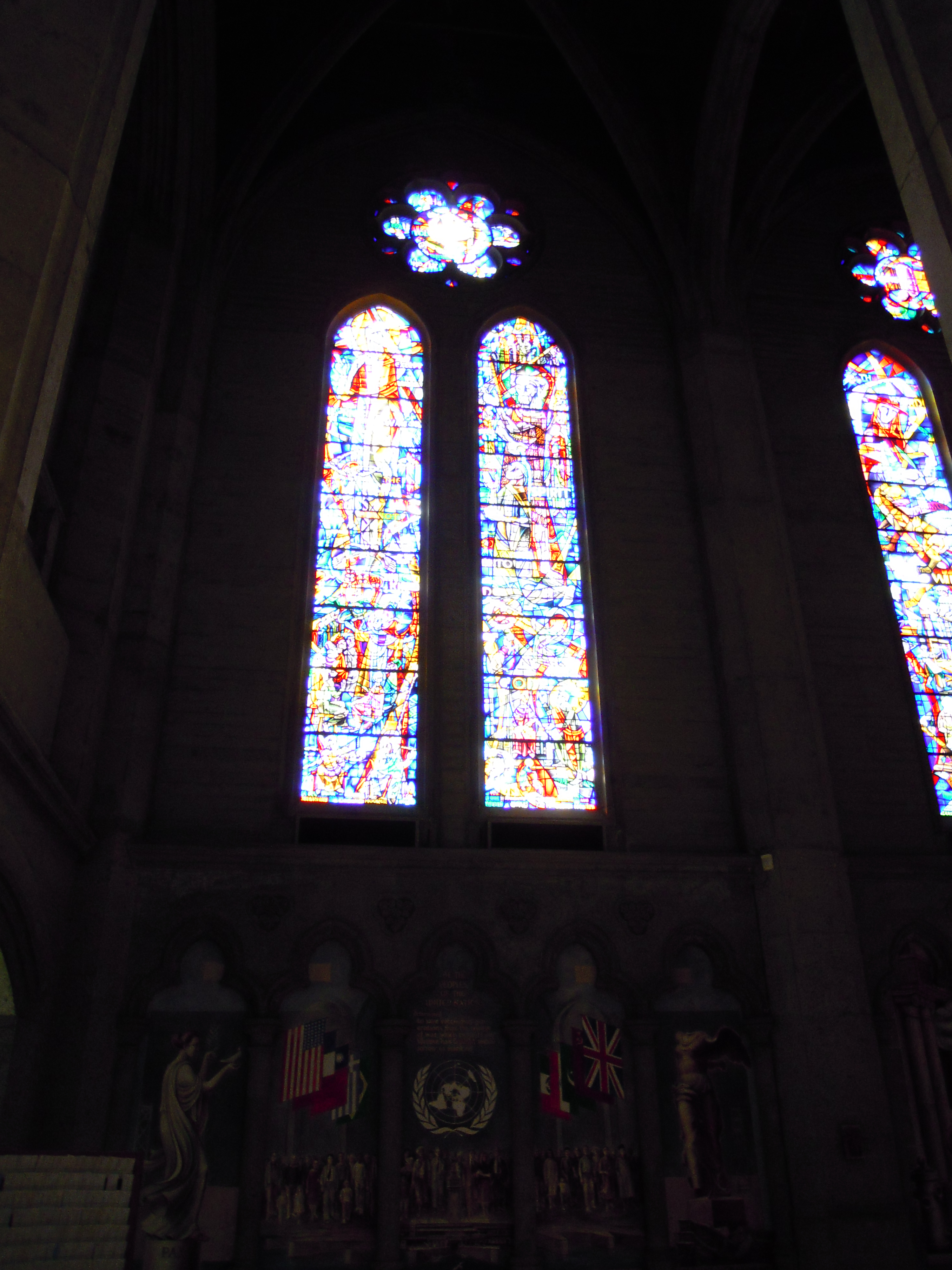
ステンドグラス
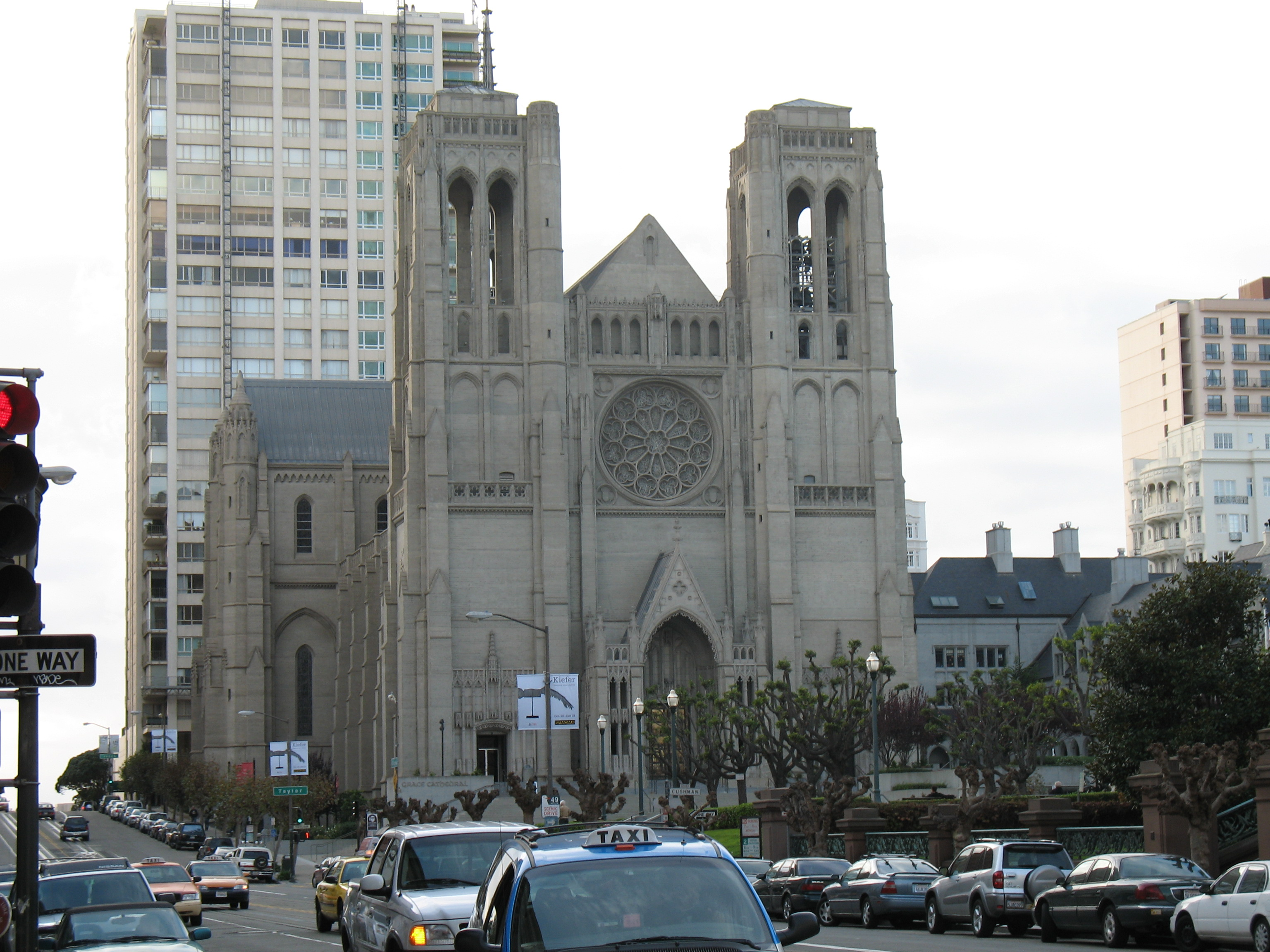
正面から